# Gare des abattoirs de Vaugirard
Gare des abattoirs de Vaugirard je zrušená železniční stanice v Paříži v 15. obvodu. Nádraží bylo součástí linky Petite Ceinture.

## Lokace
Nádraží se nachází mezi ulicemi Rue Brancion, Rue des Morillons, Rue de Dantzig a Rue des Périchaux na jižním okraji parku Georges-Brassens.

## Historie
Nádraží bylo zřízeno kvůli bývalým jatkám Vaugirard, na jejichž místě byl po jejich uzavření vybudován Parc Georges-Brassens. Z bývalého nádraží se dochovala jen nakládací rampa.